# Christuskirche (Andernach)

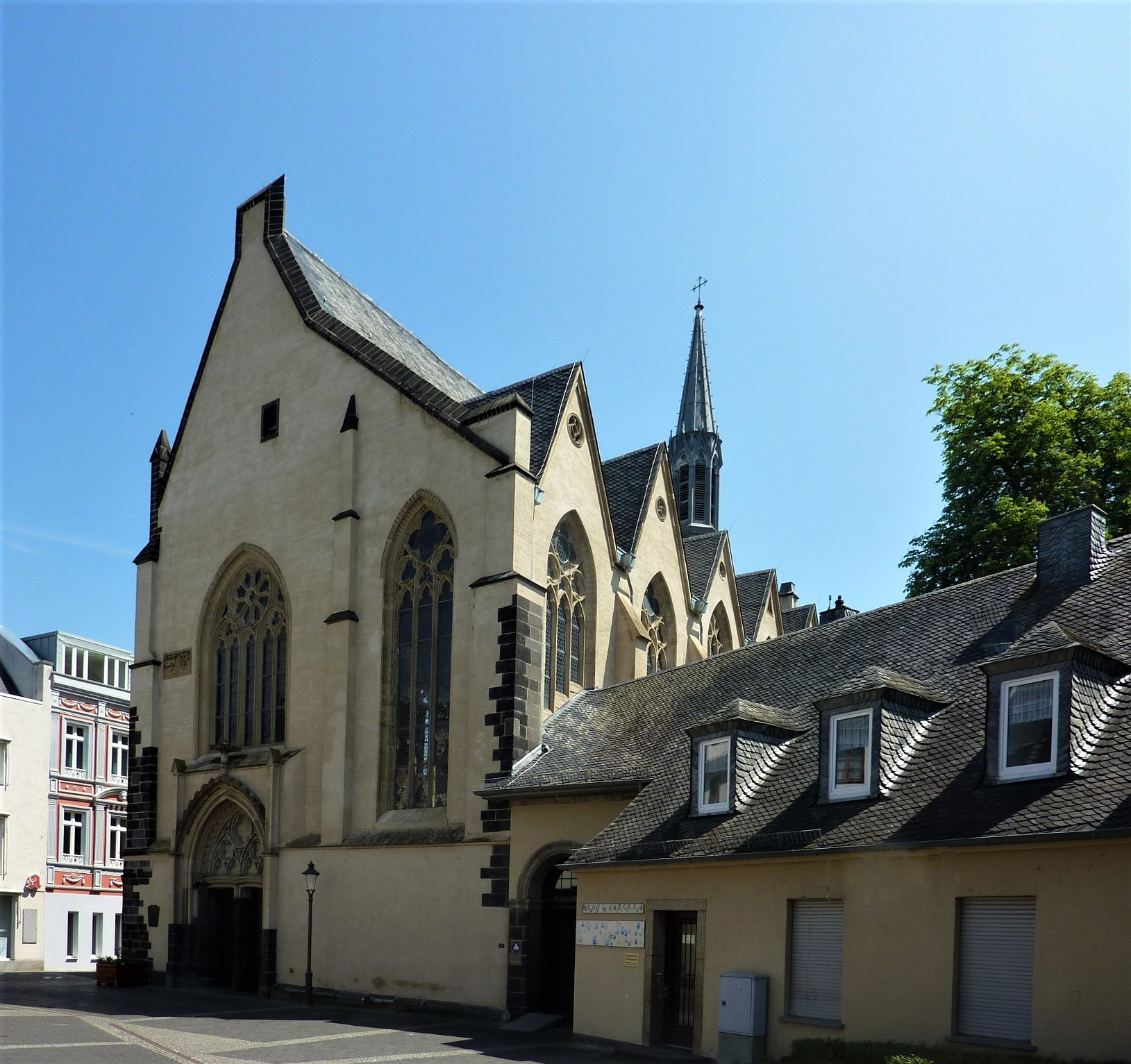
Hauptportal und Westfassade

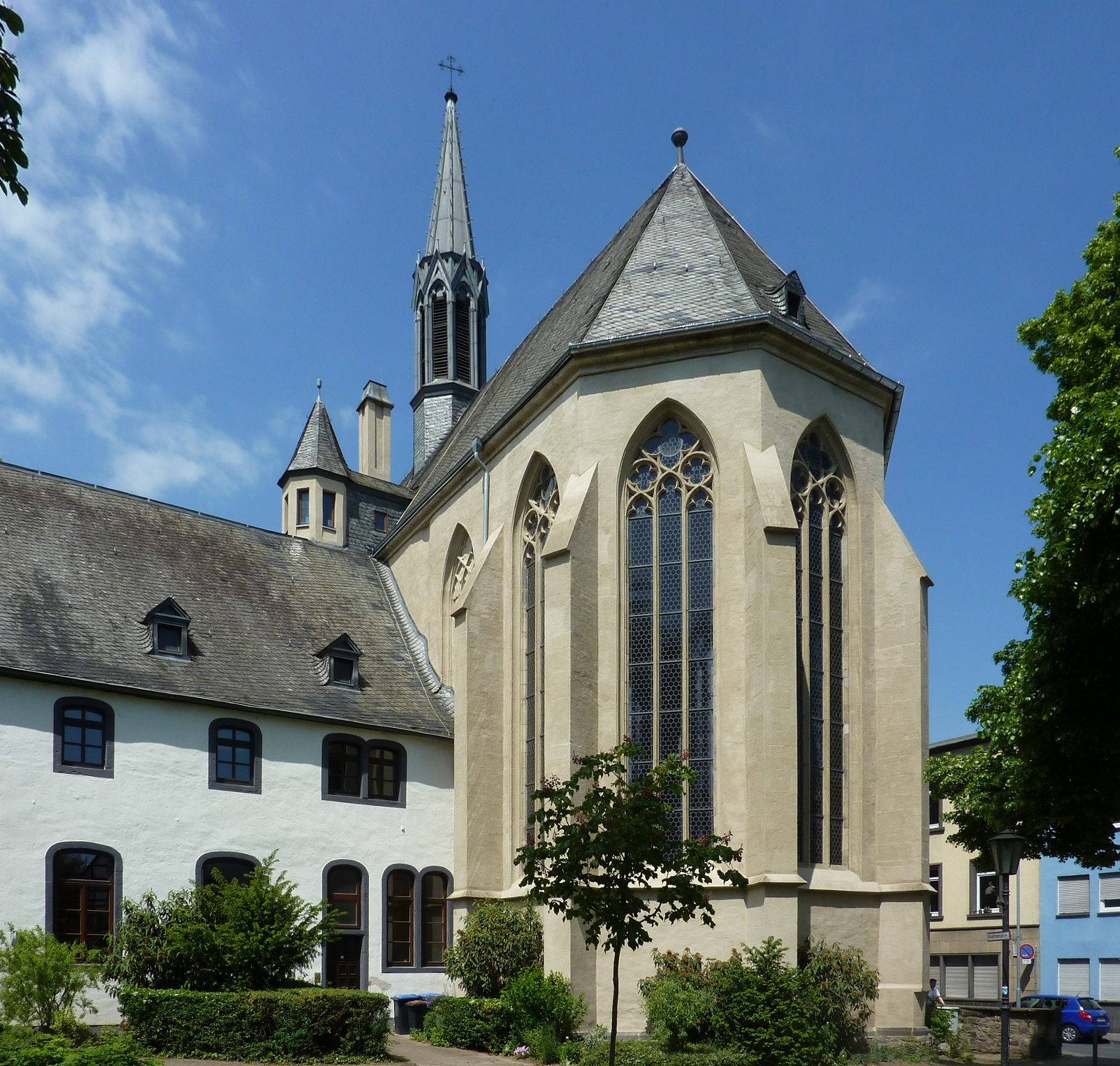
Chor und ehemalige Klostergebäude

Die heutige Evangelische Christuskirche Andernach ist eine hochgotische, zweischiffige Hallenkirche mit einem Hauptschiff und dem rechten Seitenschiff mit dreijochigem Langchor und vielen spätgotischen Bauelementen in Andernach. Sie war bis 1802 die St.-Nikolaus-Kirche des Minoritenklosters.

## Geschichte
Als frühestmögliches Datum für die Klostergründung wird 1226 genannt, möglicherweise aber erst 1240. Sie geht auf eine Stiftung der Grafen von Virneburg zurück, vermutlich Ruprecht I. († 1242) oder seinen Nachfolger Heinrich von Virneburg. Die Mönche durften zunächst ein Gebäude des Andernacher Hofguts der Grafen von Virneburg nutzen. Davon ist heute nur noch eine Mauer an der Südseite der Kirche, vom Chor gesehen rechts hinter der Kirche erhalten. Kurz nach der Gründung trat Dietrich I. von Trier, 7. Abt des Klosters Laach (1235–1247), nach Aufgabe der Klosterleitung von Laach in das Kloster ein. Ein sicheres Datum für Bauaktivitäten ist 1244, da an einigen Tagen in diesem Jahr ein Ablass gewährt wurde. Spätestens 1245 wurden die Mauern von Chor und Apsis errichtet und dieser Bereich für Gottesdienste genutzt. Gegen 1300 war zumindest ein Teil des Westteils mit dem heutigen Haupteingang aufgemauert. Ende des 14. und im 15. Jahrhundert wurde die Kirche einschließlich Chor und Apsis eingewölbt. 1616 löste der Franziskanerorden die Minoriten ab, ihre Zahl war auf vier gesunken. Für dasselbe Jahr und 1620 sind größere Instandsetzungsarbeiten überliefert. 1633 wurde die Kirche zerstört, jedoch 1709 wieder aufgebaut.
1802/1803 wurde das Kloster im Zuge der Säkularisation Napoleons aufgelöst. Kloster und Kirche dienten zunächst der napoleonischen Armee, später den Preußen als Kaserne, Depot und Pferdestall. Am 30. November 1854 wurde sie von König Friedrich Wilhelm IV. der evangelischen Kirchengemeinde mit einem für die Renovierung bestimmten Geldbetrag übergeben, hieß dann „Evangelische Stadtkirche“ und erhielt 1855 ihren heutigen Namen. Die Neueinweihung fand am 6. September 1855 im Chorraum durch Pfarrer Albrecht Julius Schöler statt, den Nachfolger von Gustav Ilse. Ilse war der erste Pfarrer (1850 bis 14. Januar 1854) der erst ab dem 31. Oktober 1854 selbständigen evangelischen Kirchengemeinde Andernach. Bis ins 20. Jahrhundert existierte unter dem achten Nordfenster ein Seitenportal.
Zur Errichtung des Wehrbezirkskommandos wurde bis 1905 der größte Teil der Klosteranlage abgerissen. Erhalten blieben lediglich der nördliche Teil des ehemaligen Kreuzgangs und ein Teil des früheren Dormitoriums, in dem heute der Gemeindesaal untergebracht ist. 1913 bis 1914 wurde die Kirche aufwendig restauriert, ebenso nach dem Zweiten Weltkrieg von 1955 bis 1969 zur Beseitigung der Kriegsschäden.

Wappen auf den Schlusssteinen im Hauptschiff
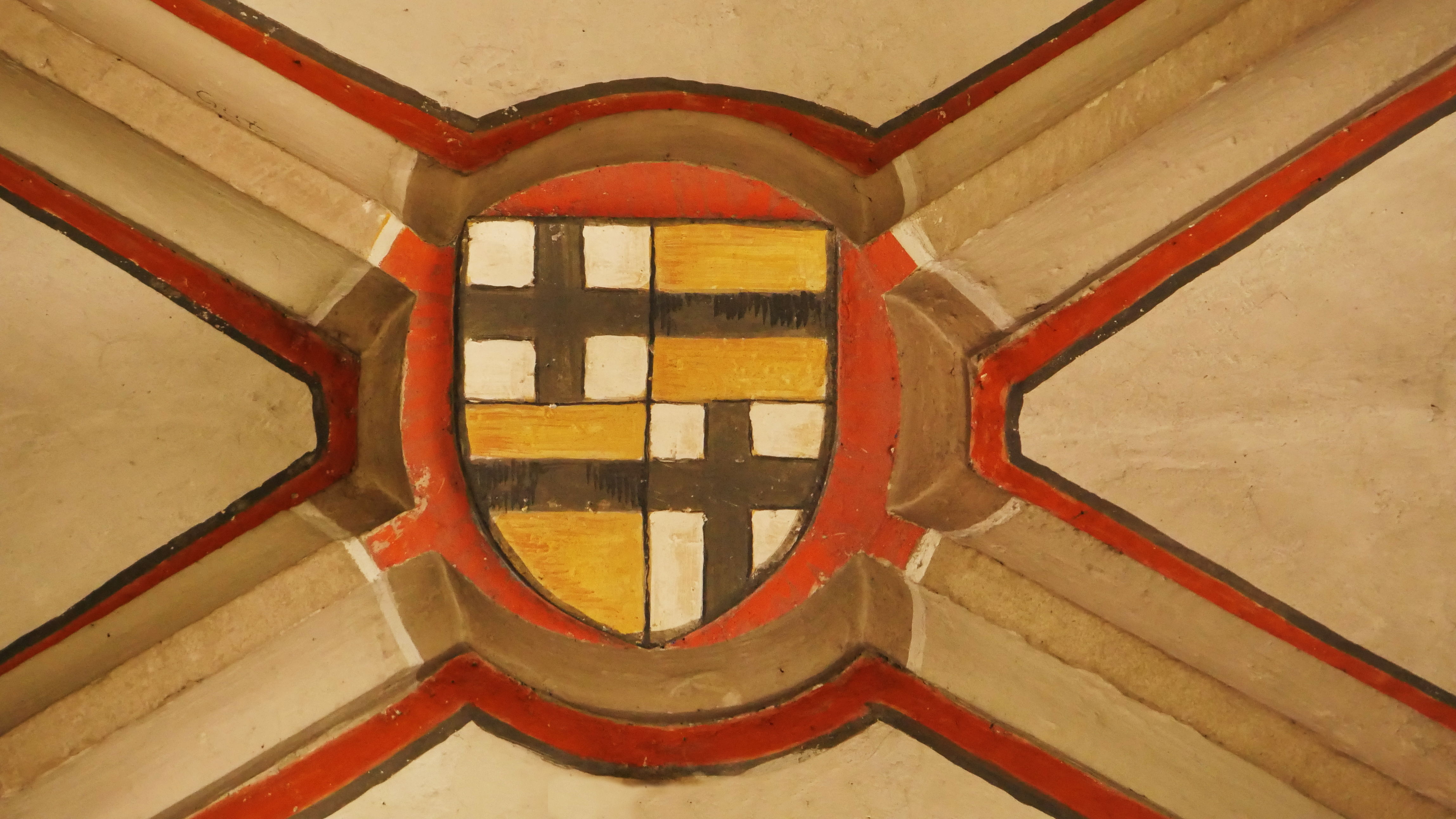
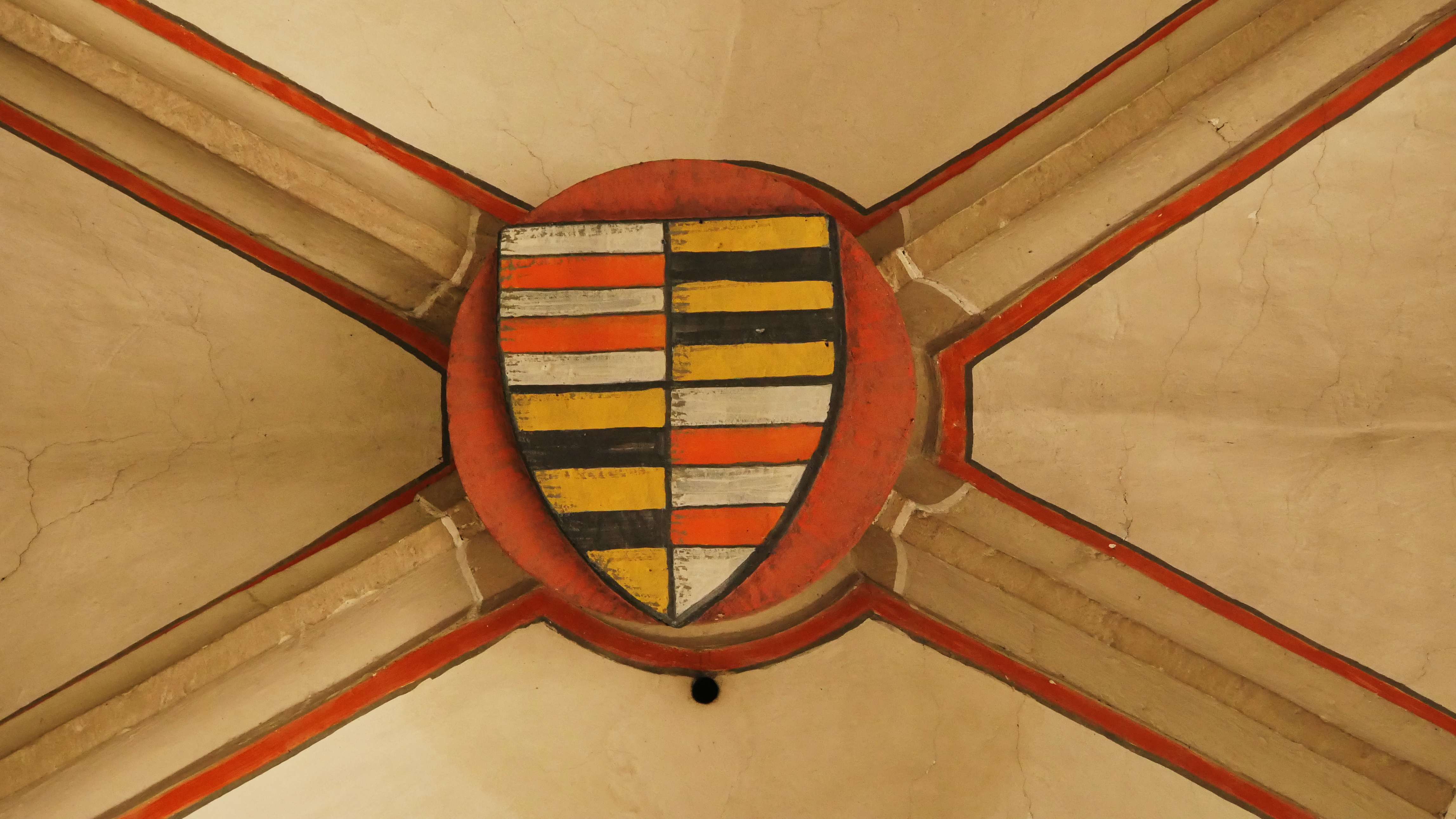
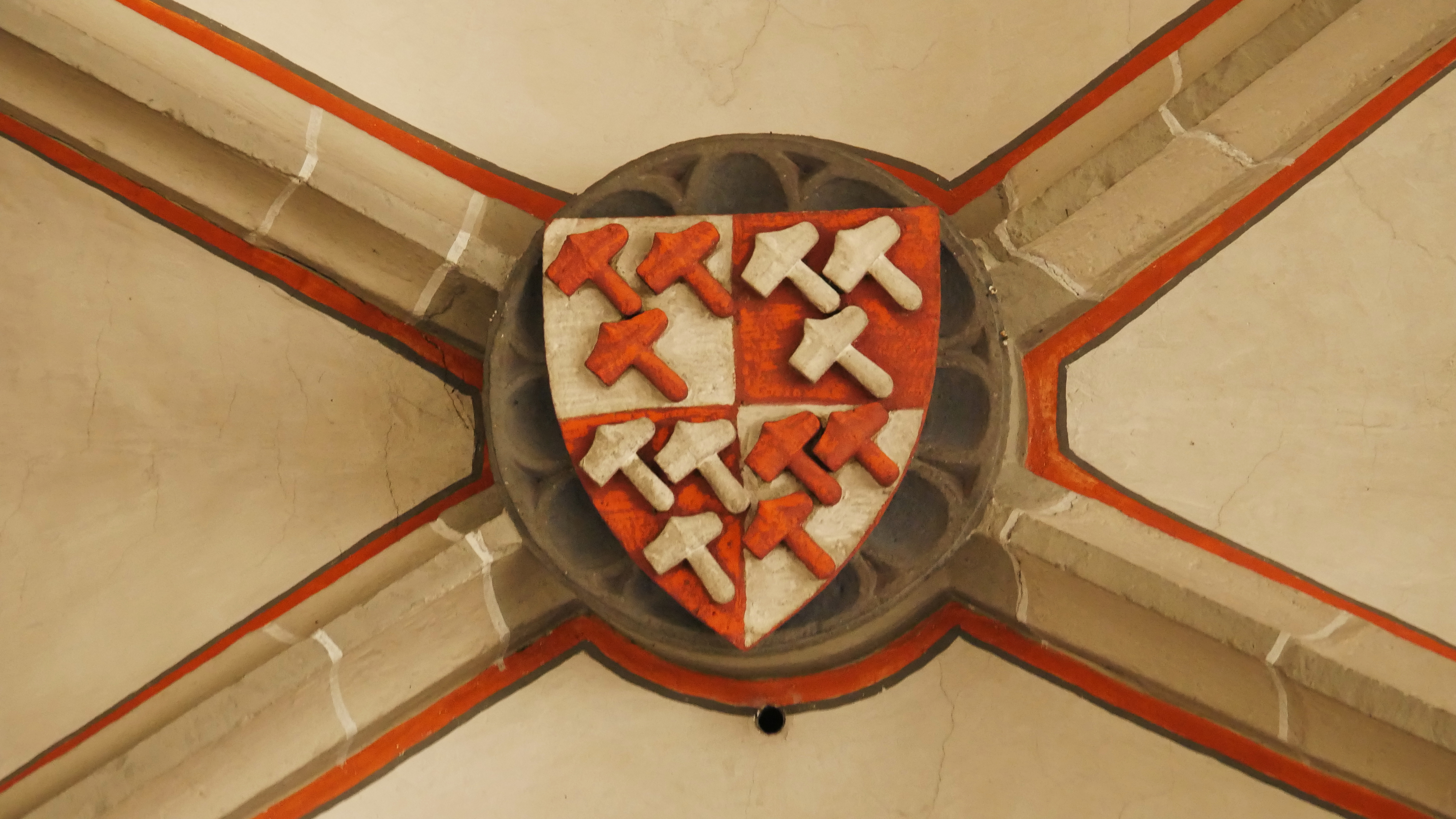
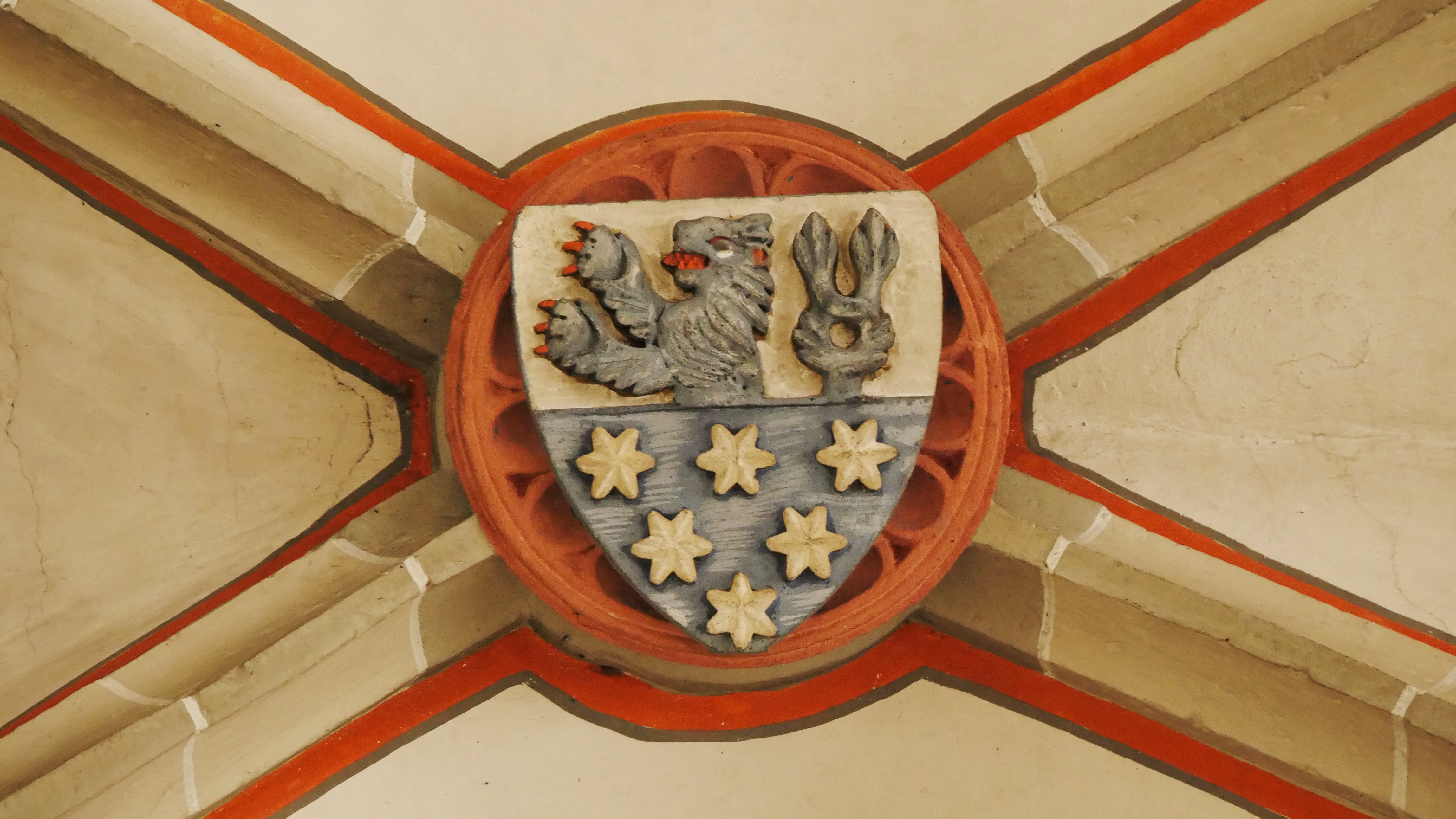
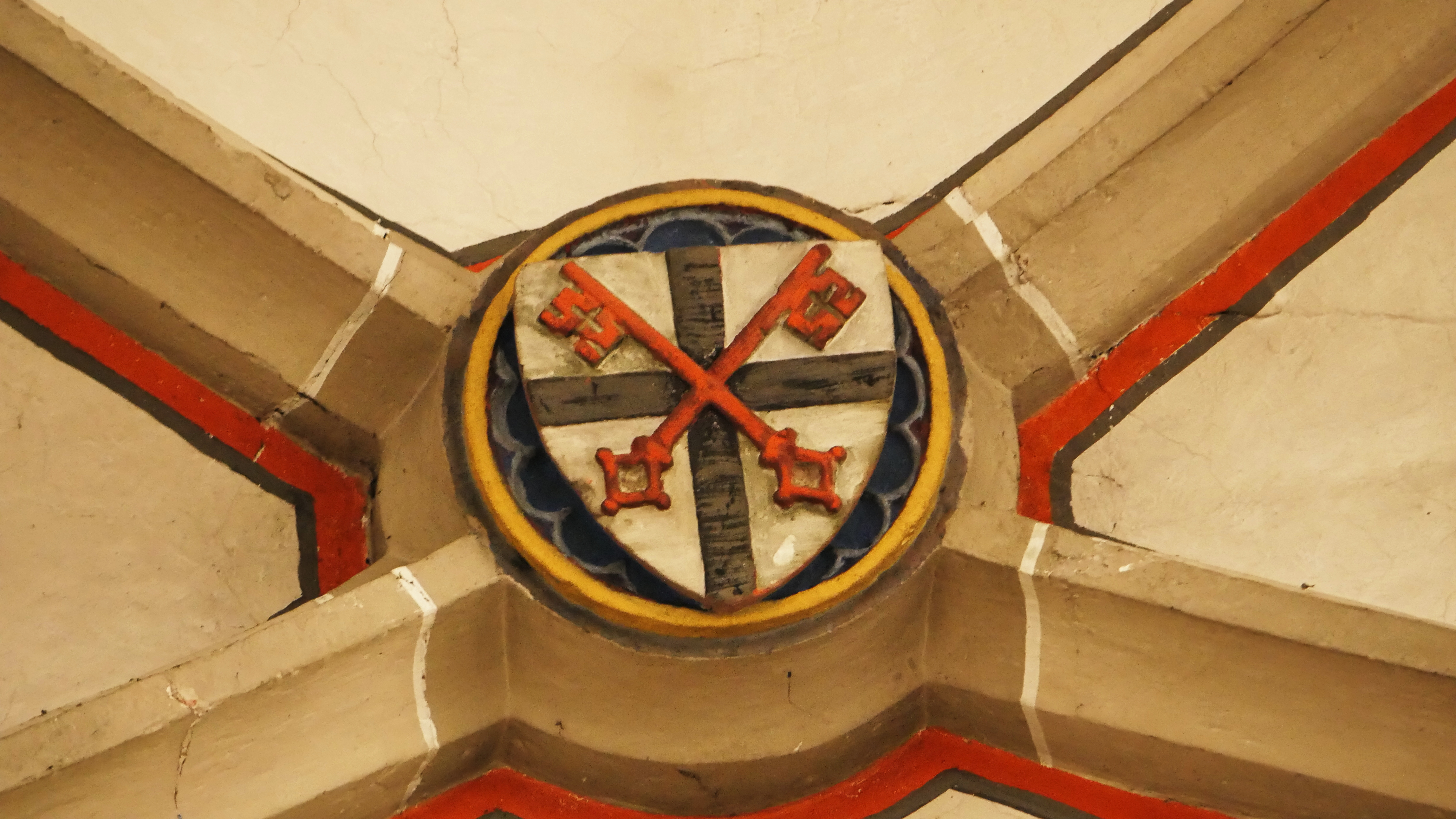
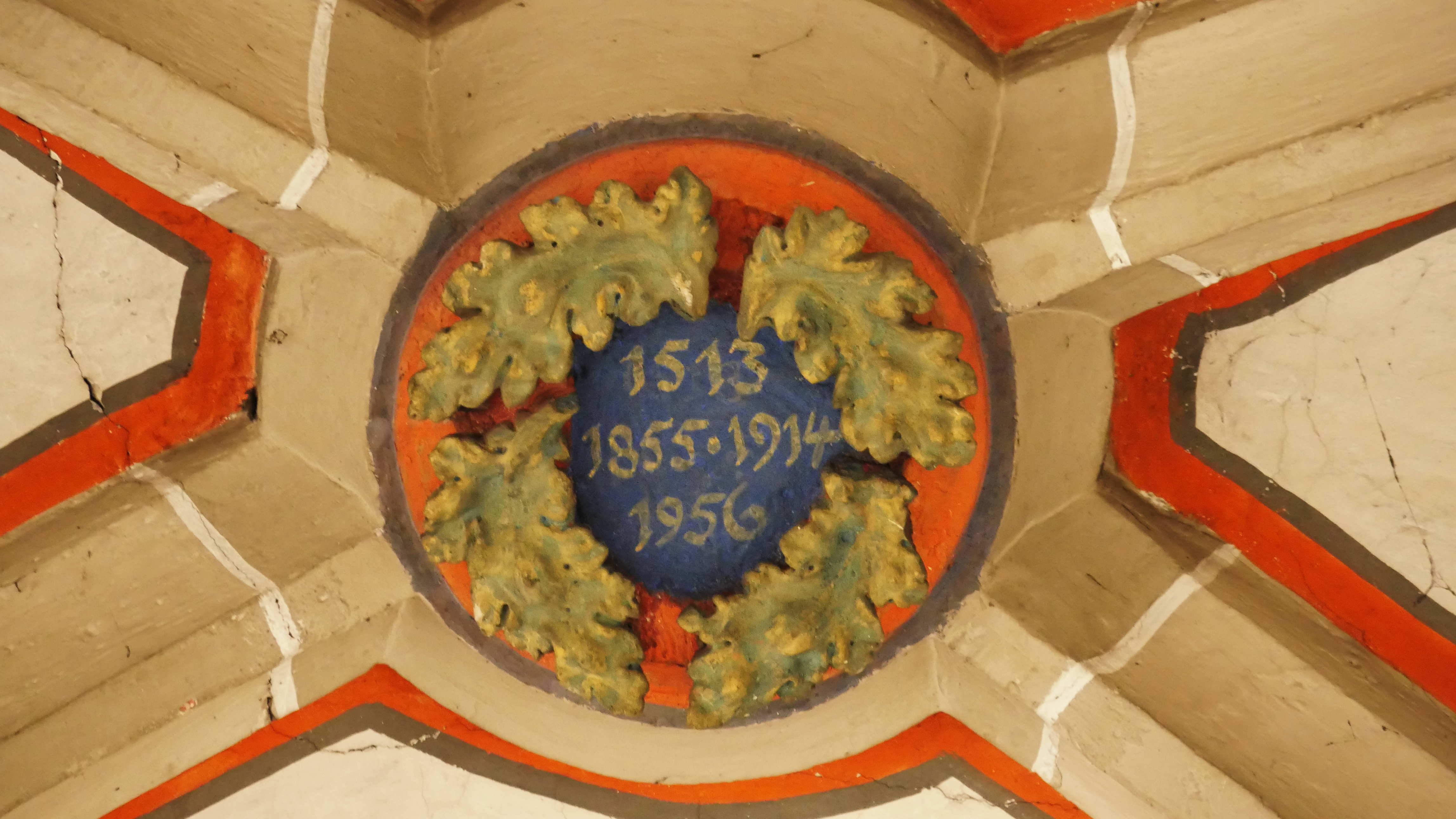
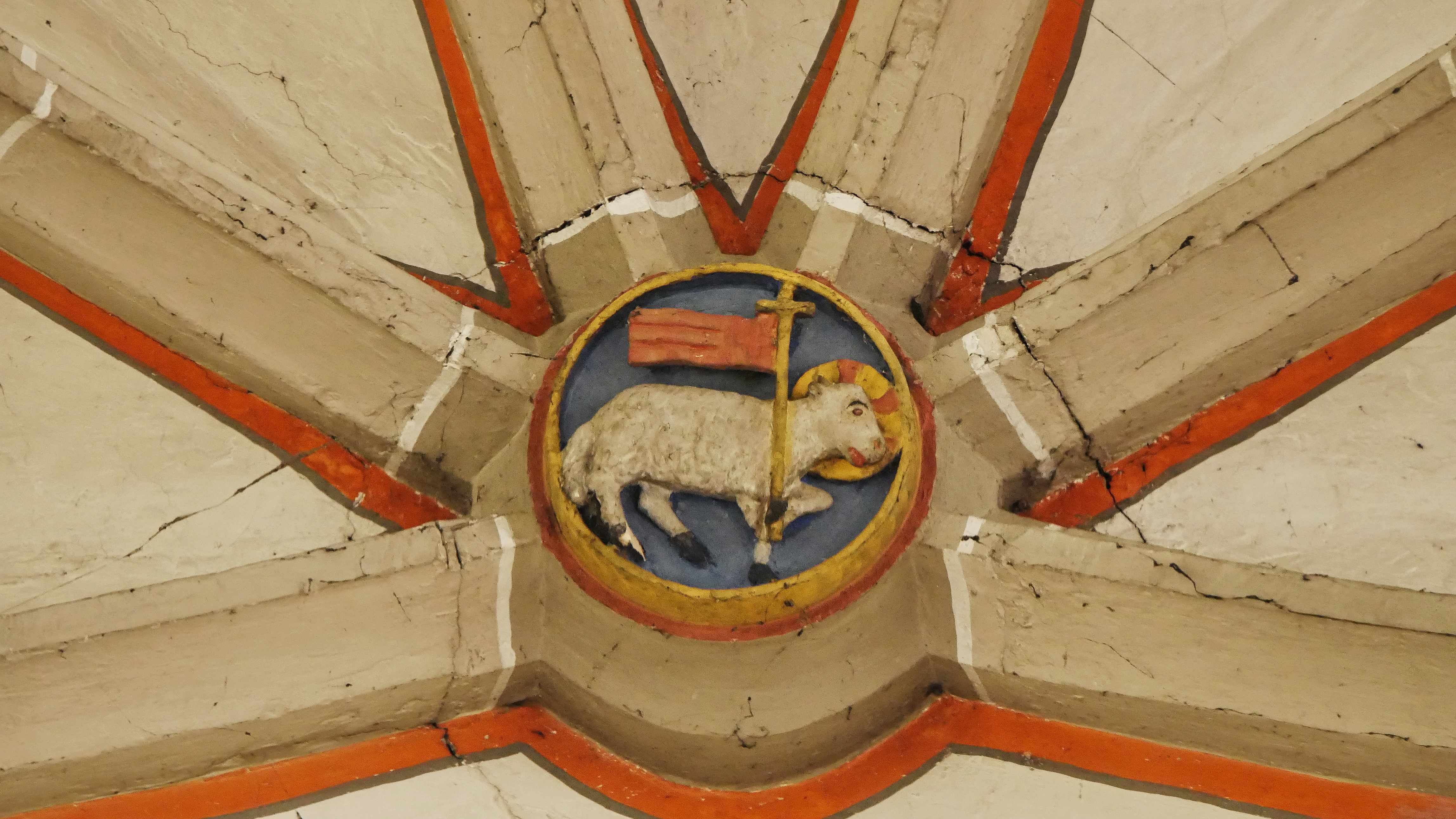

## Architektur und Ausstattung

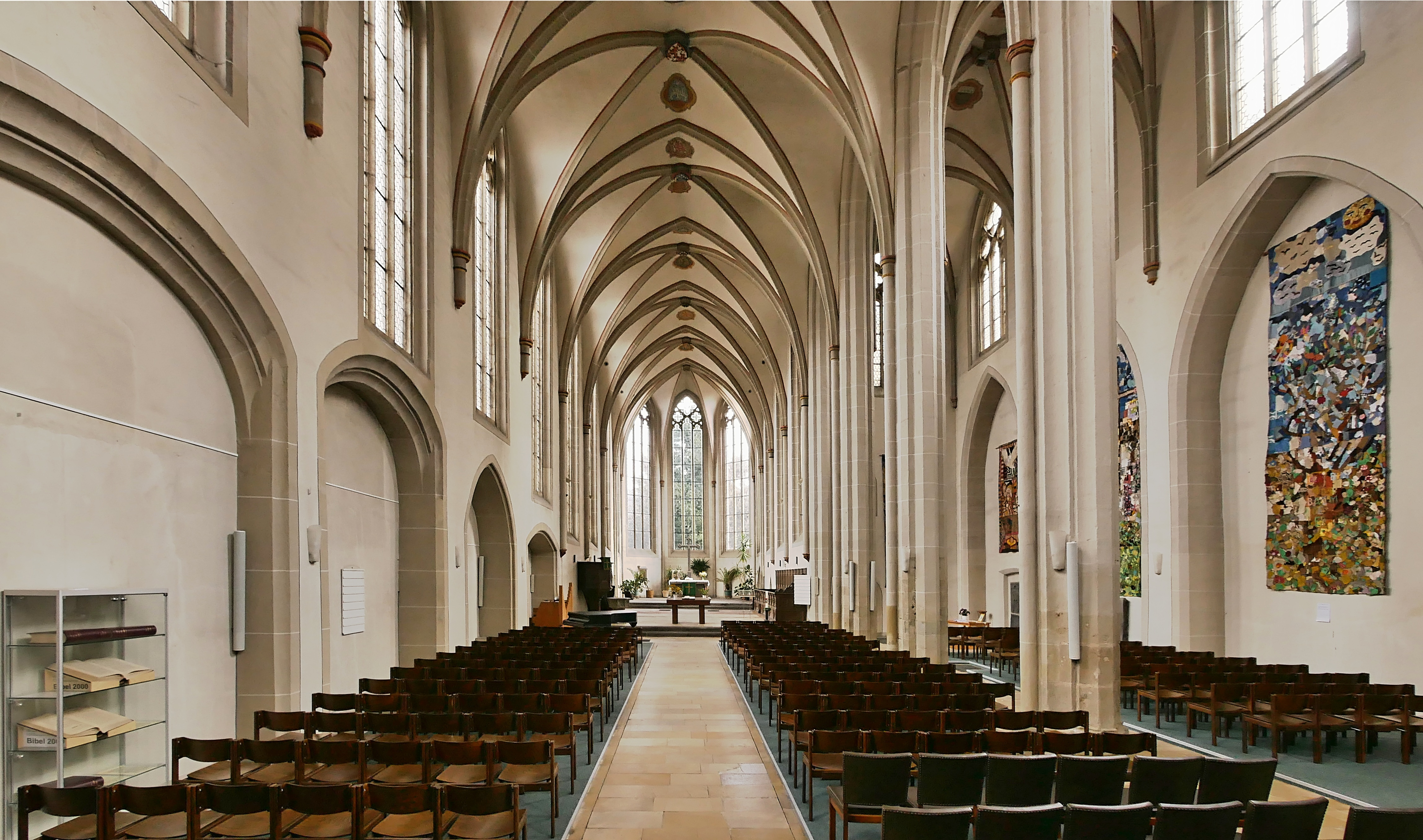
Kircheninneres

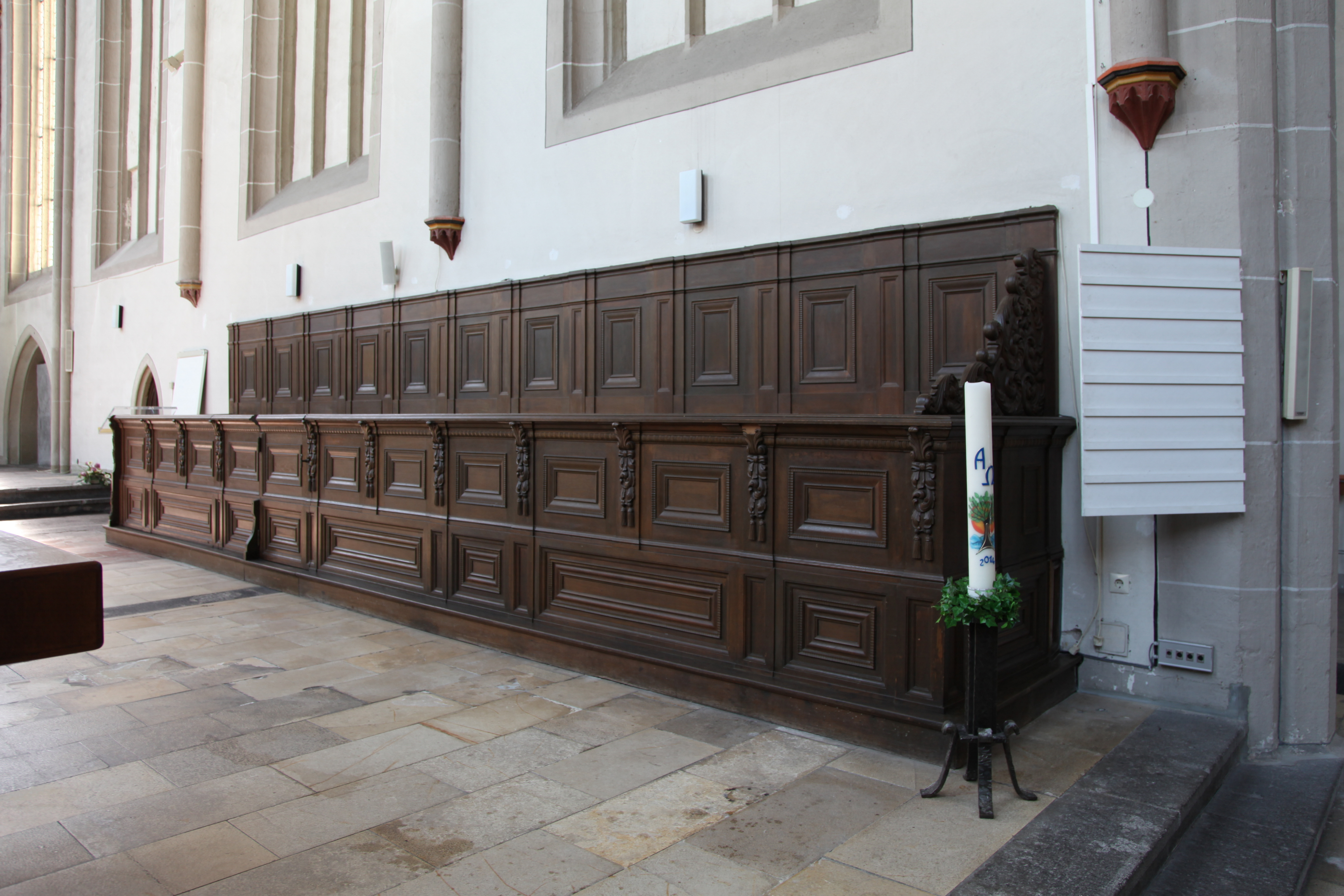
Chorgestühl

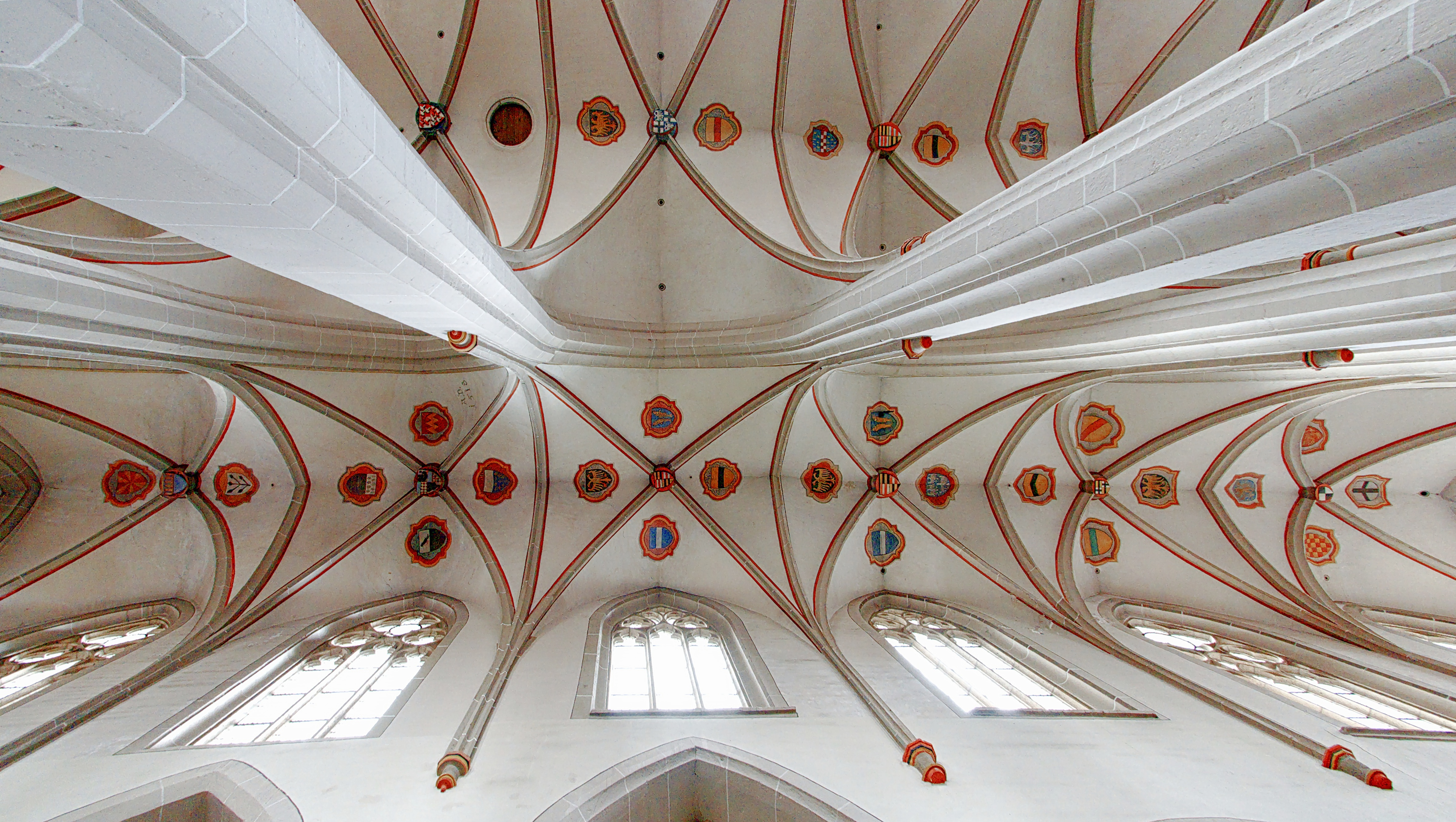
Gewölbe des Seitenschiffs

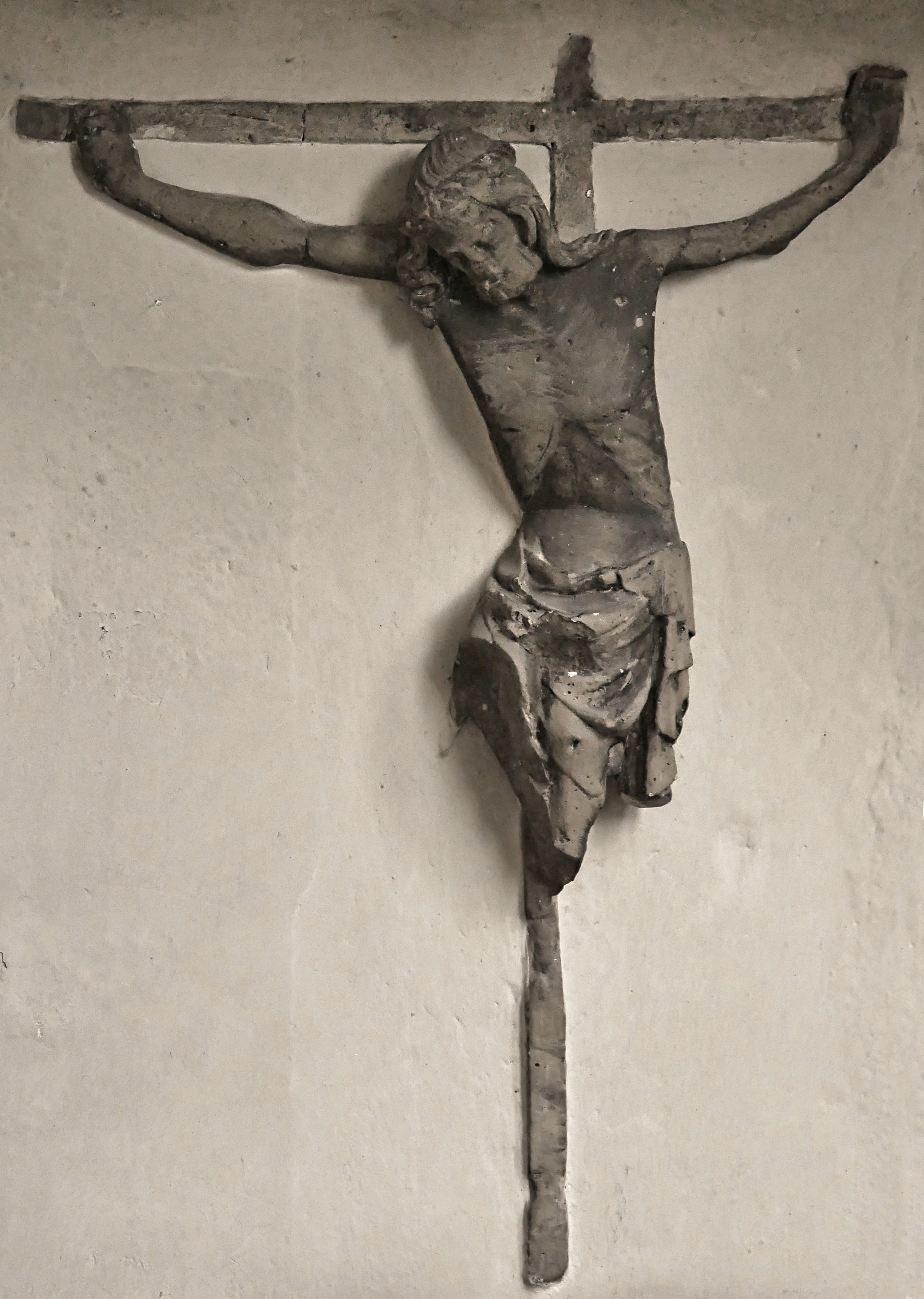
Kreuzigungsgruppe (Ausschnitt)

Die 50,60 Meter lange Kirche besteht aus einem ungleichmäßigen Langhaus und einem in der Breite des Langhauses gebauten Ostchor. Rechts am Langhaus ist ein etwas schmaleres Seitenschiff angebaut. Zwischen Langhaus und Seitenschiff stehen schlanke bis ins Dach hinauf reichende Pfeiler. Das Langhaus verläuft entlang der Hochstraße mit einem über sechs der zehn (5. bis 10.) Gewölbejoche des Hauptschiffes hingezogenen südlichen Seitenschiff, das im Inneren vollständig in den Raum des Langschiffes integriert ist. Während das Hauptschiff oblonge beziehungsweise rechteckige Joche trägt, sind die des Seitenschiffes quadratisch. Die Länge des Langhauses beträgt 50,60 Meter, die Breite 14 Meter, die Gewölbehöhe 14,60 Meter. Das 25 Meter hohe Kirchengebäude hat keinen Glockenturm, stattdessen einen im Rahmen von Instandsetzungsarbeiten 1857 bis 1861 neu errichteten 15 Meter hohen Dachreiter zwischen dem 4. und 5. Joch; der alte mit Zwiebelzwischendach ging nach 1794 verloren. 1862 wurde ein neugotischer Lettner ins zweite Chorjoch eingebaut, der 1955 entfernt wurde. Ob ein mittelalterlicher Lettner vorher bestand, ist nicht dokumentiert.
Die Kirche gilt als eine der wichtigsten und eindrucksvollsten rheinischen Minoritenkirchen und war über Jahrhunderte Begräbnisstätte der Stifterfamilie, des mittelrheinischen Adels und wohlhabender Bürger der Stadt, deren Wappen in den Kreuzgewölben angebracht sind. Möglicherweise sind Reste eines flachdachigen Vorgängerbaus integriert. Sie war berühmt wegen ihrer Wandmalereien, die zum Teil hinter Putz und Farbe wiedergefunden wurden und erhalten werden konnten.
Von der originalen Ausstattung der Kirche sind nur einige Grabsteine und die Fresken mit den Stifterwappen in den Gewölbekappen aus der Zeit der Erbauung erhalten. Die Reste eines 1955 wiederentdeckten Nischengrabmals aus dem 14. Jahrhundert sind in einer Nische links im Chor aufgestellt. Es ist eine Kreuzigungsgruppe mit zwei Stifterfiguren.

Wappen auf den Gewölbekappen im Hauptschiff
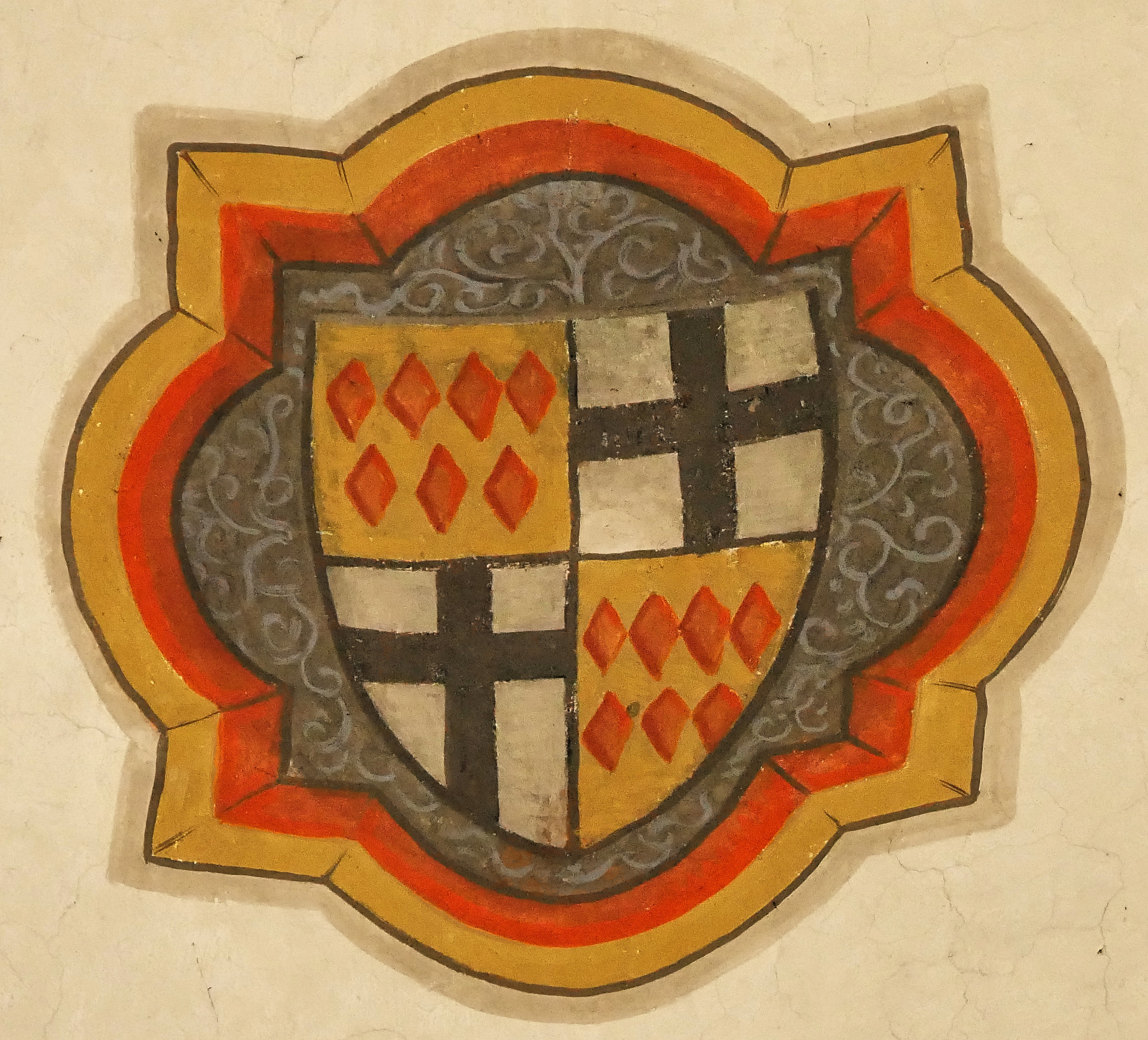
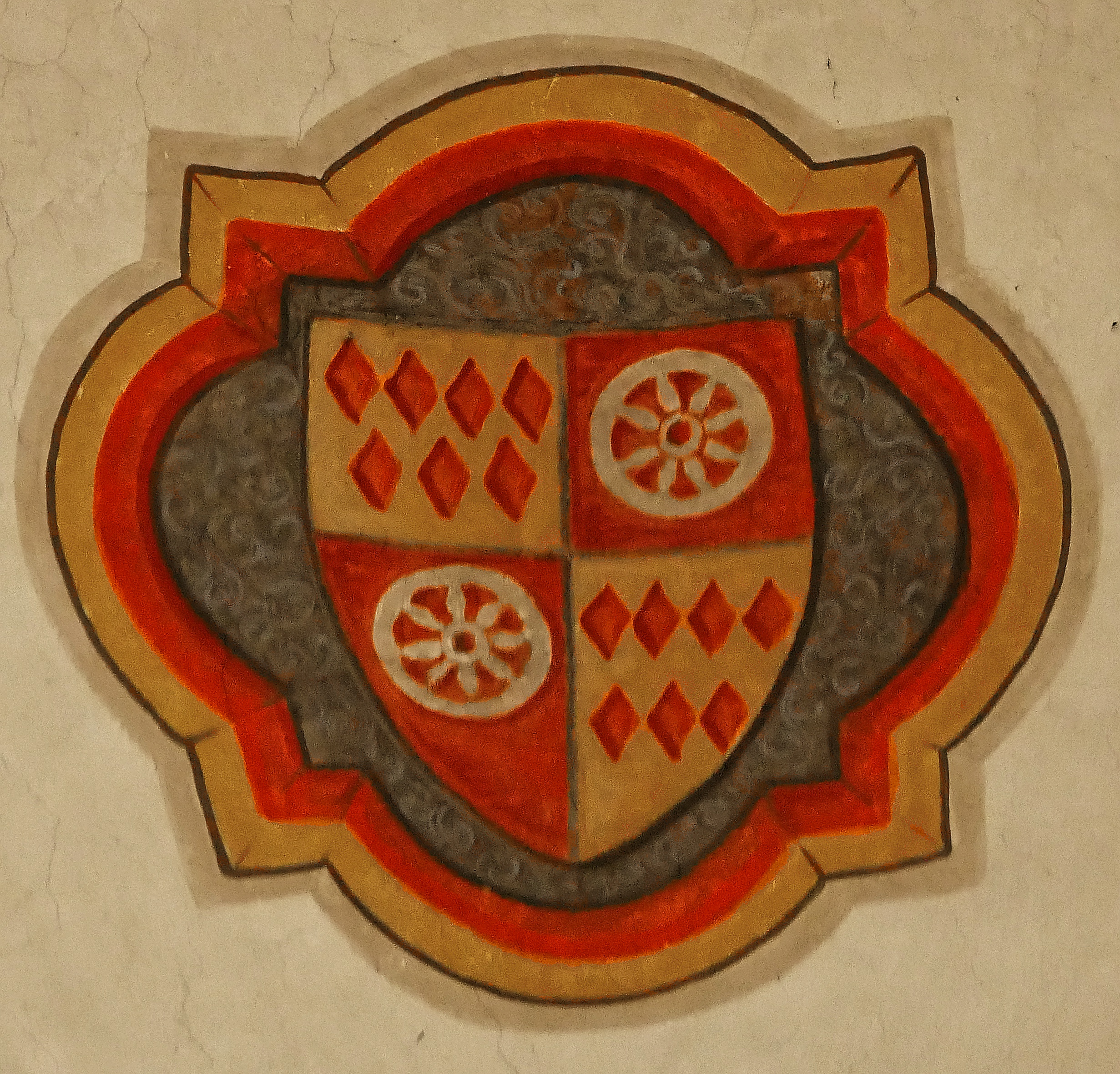
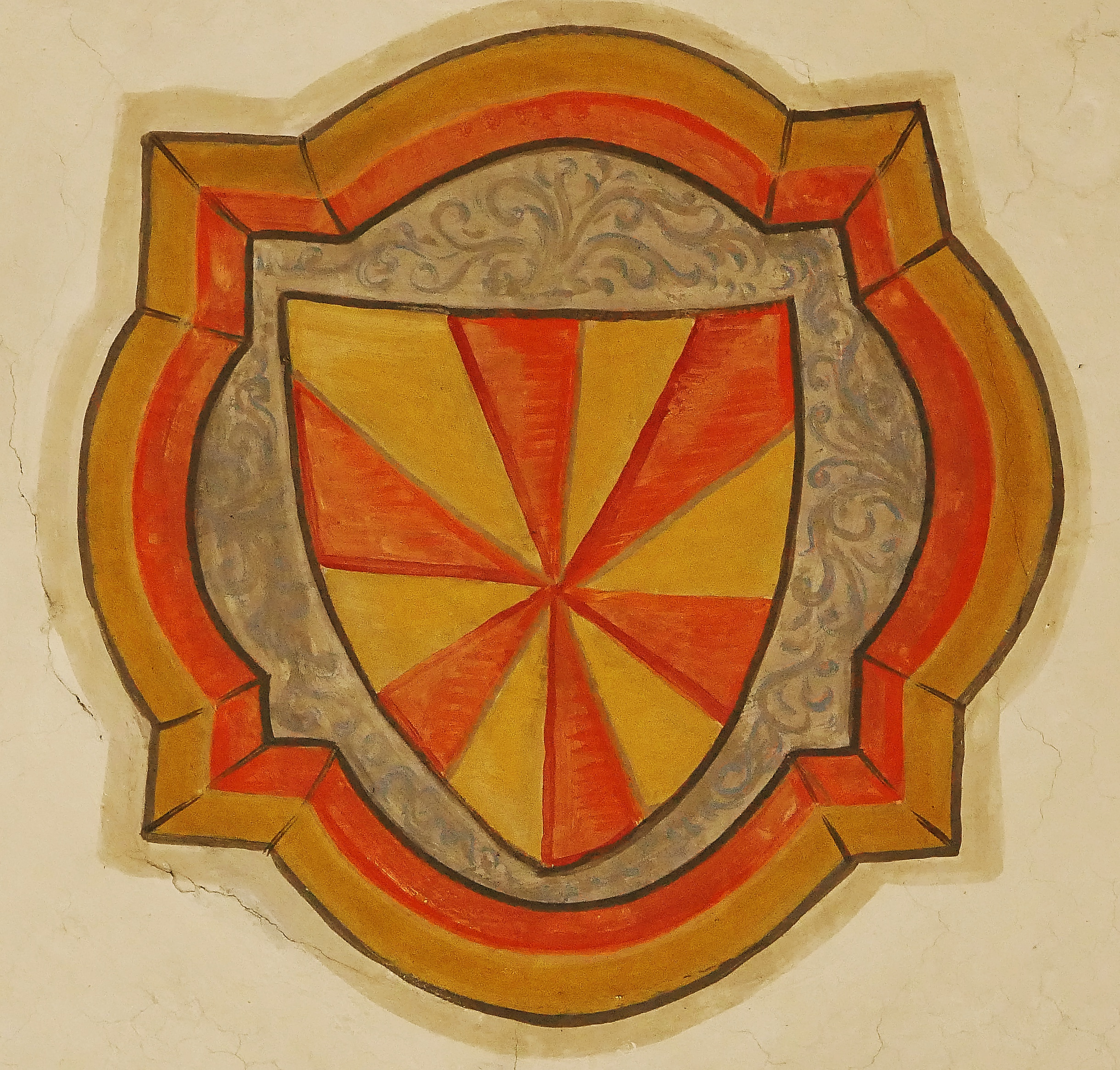
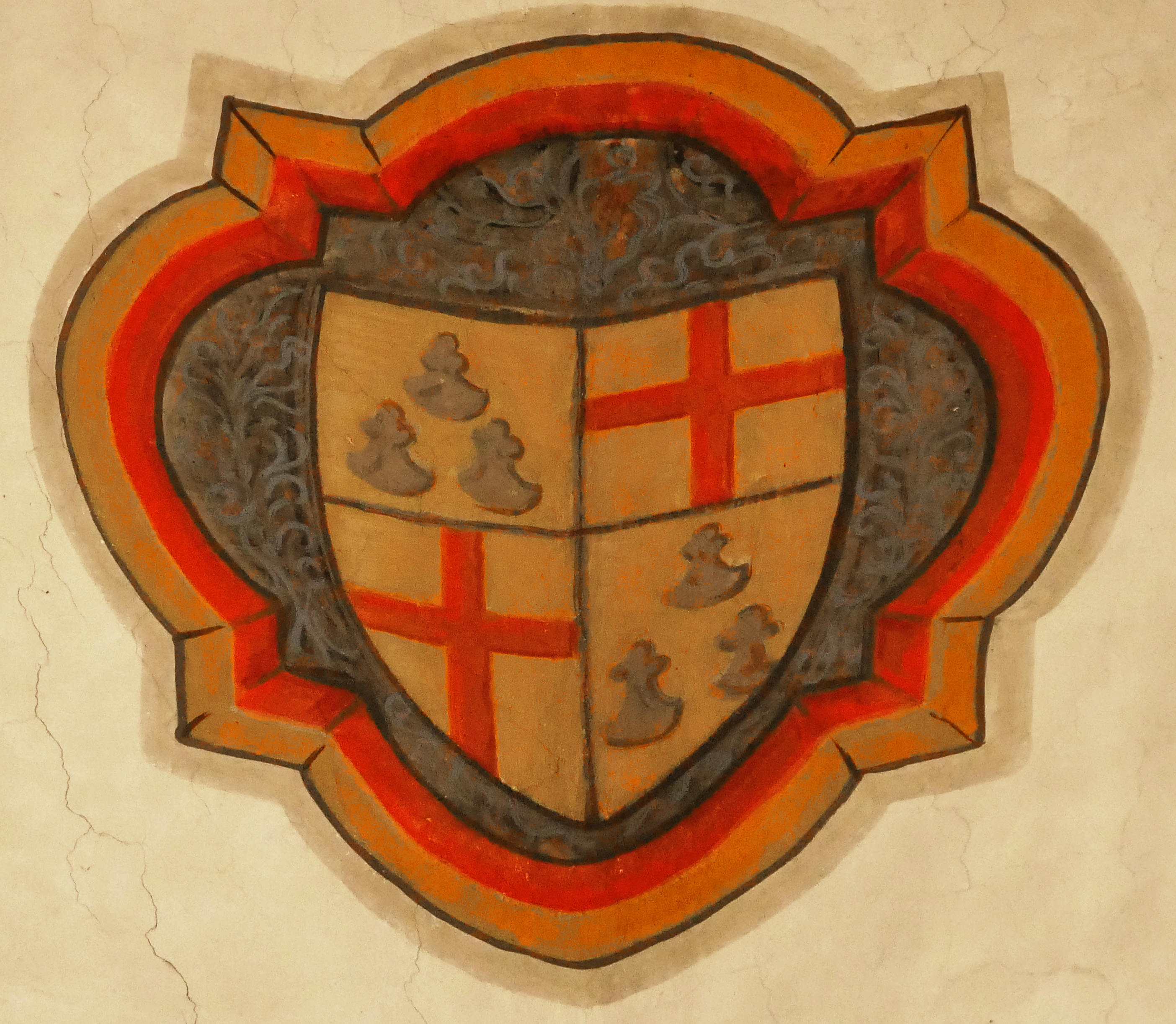
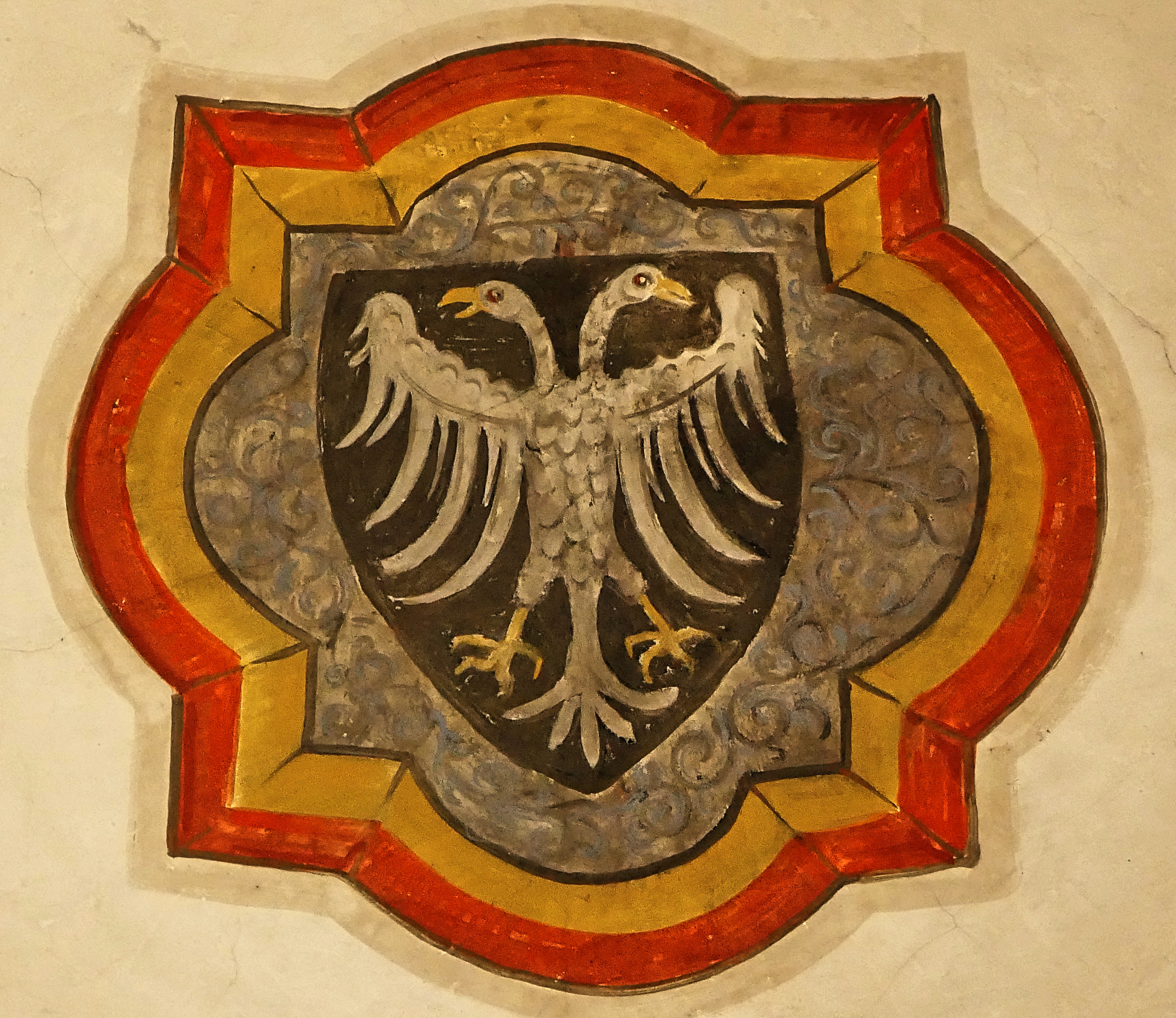
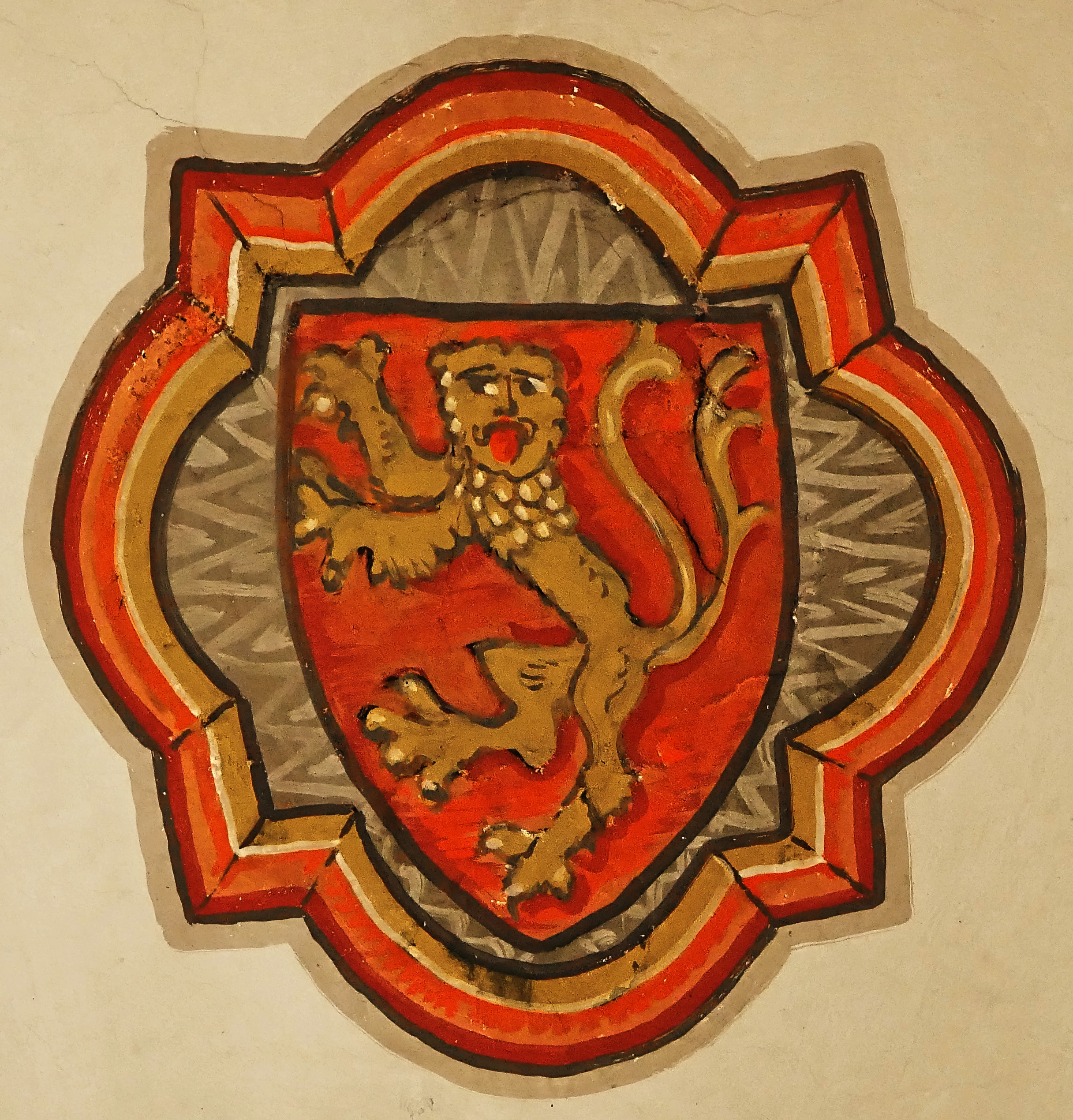
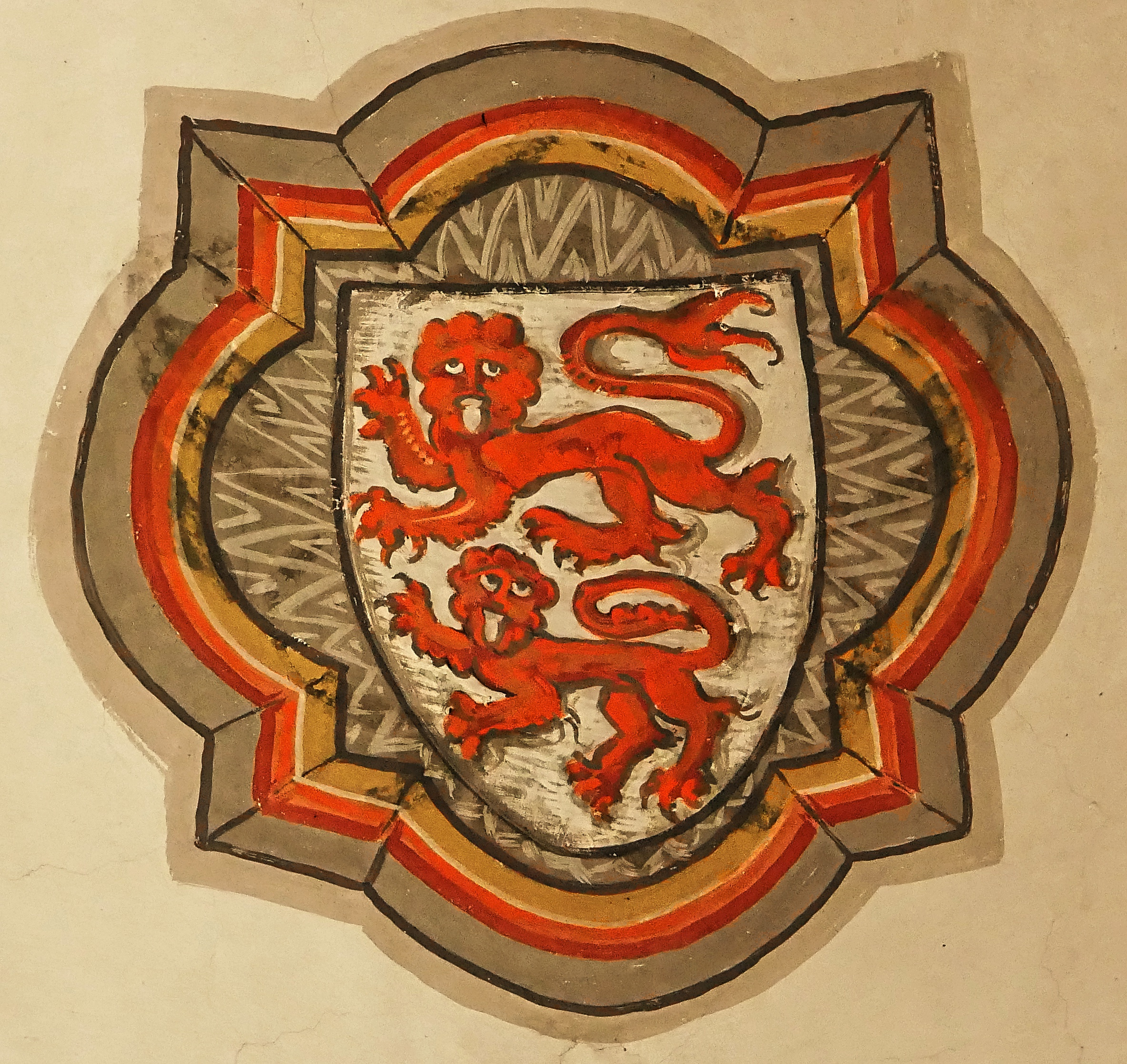
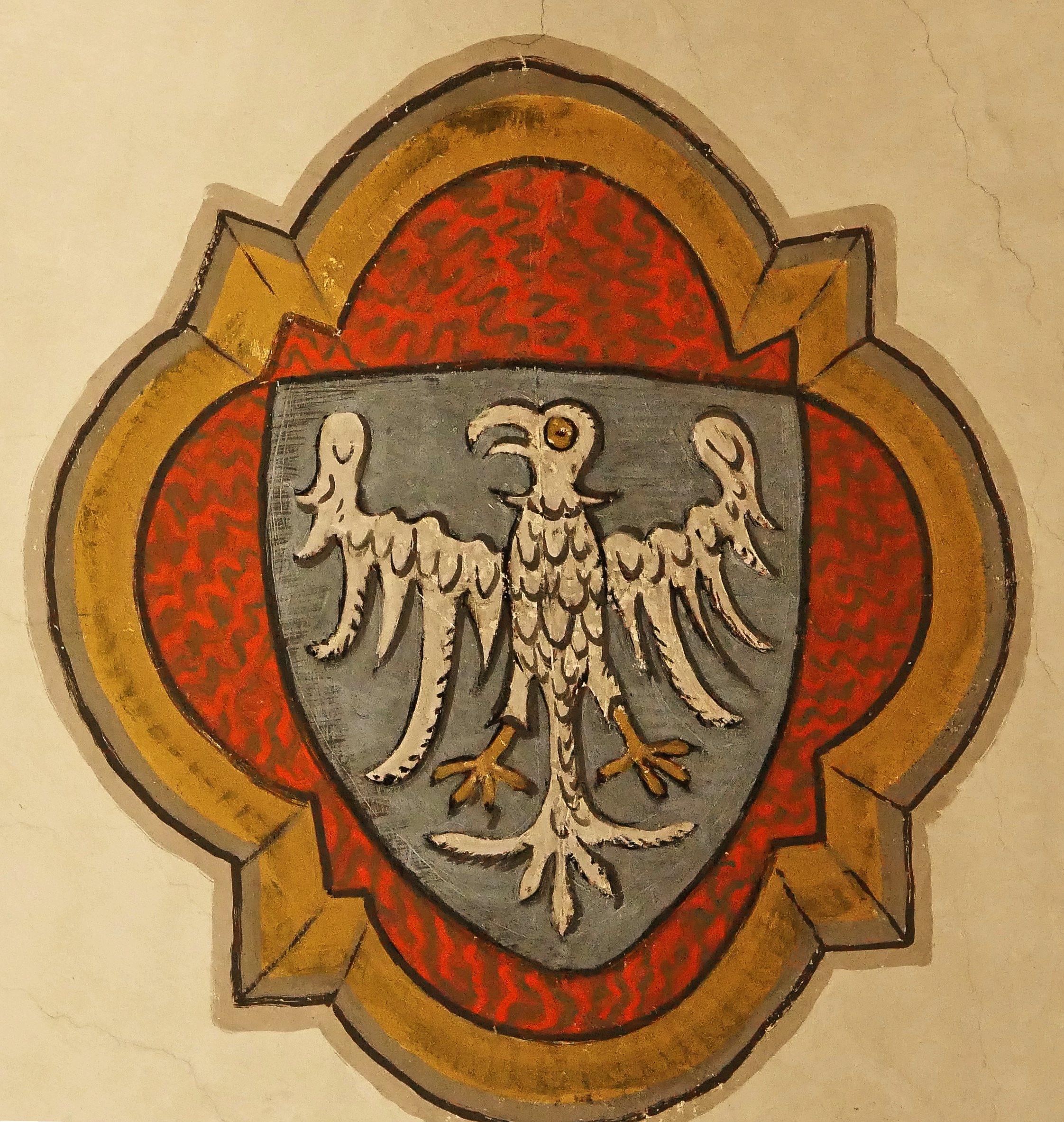
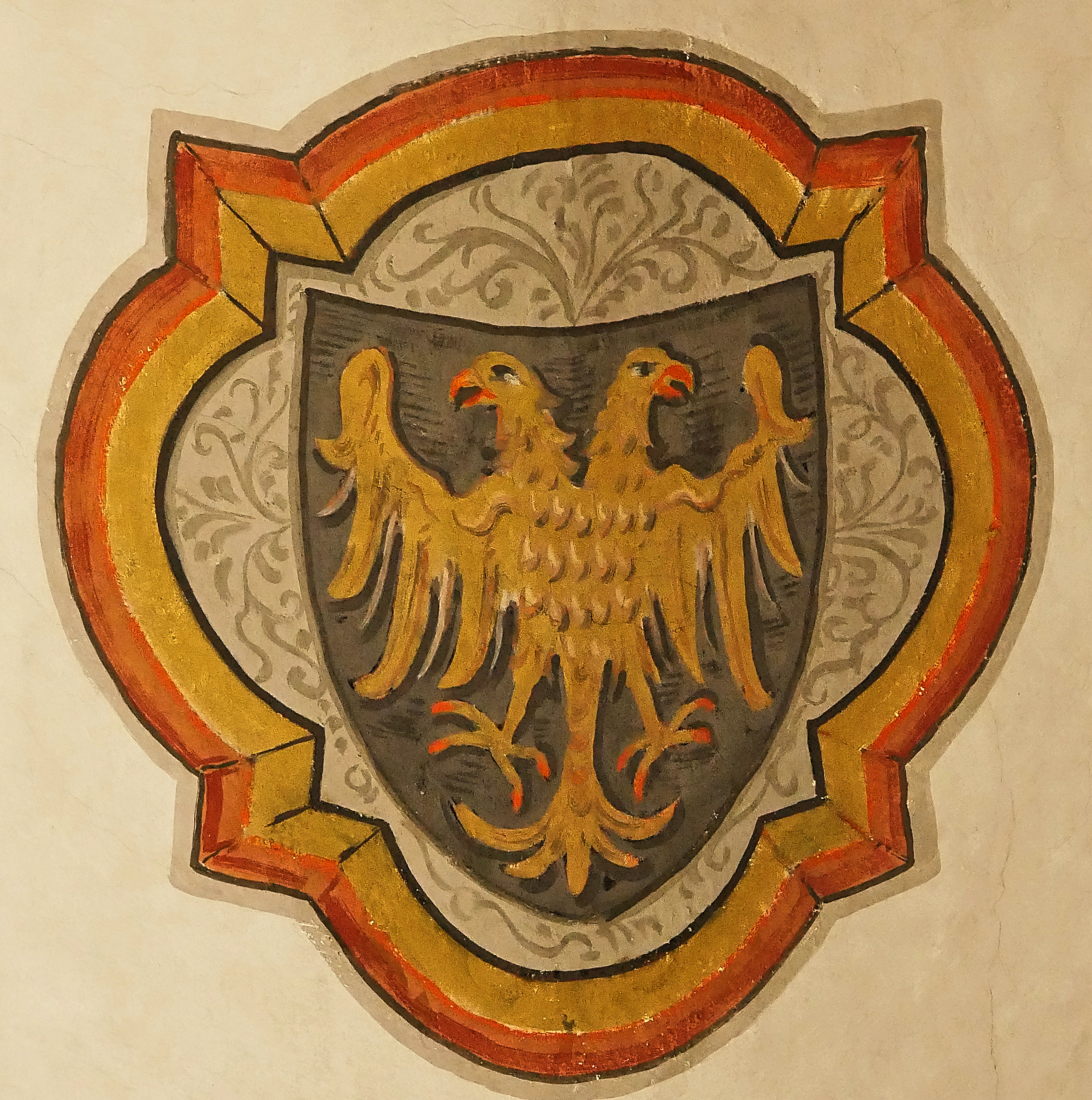
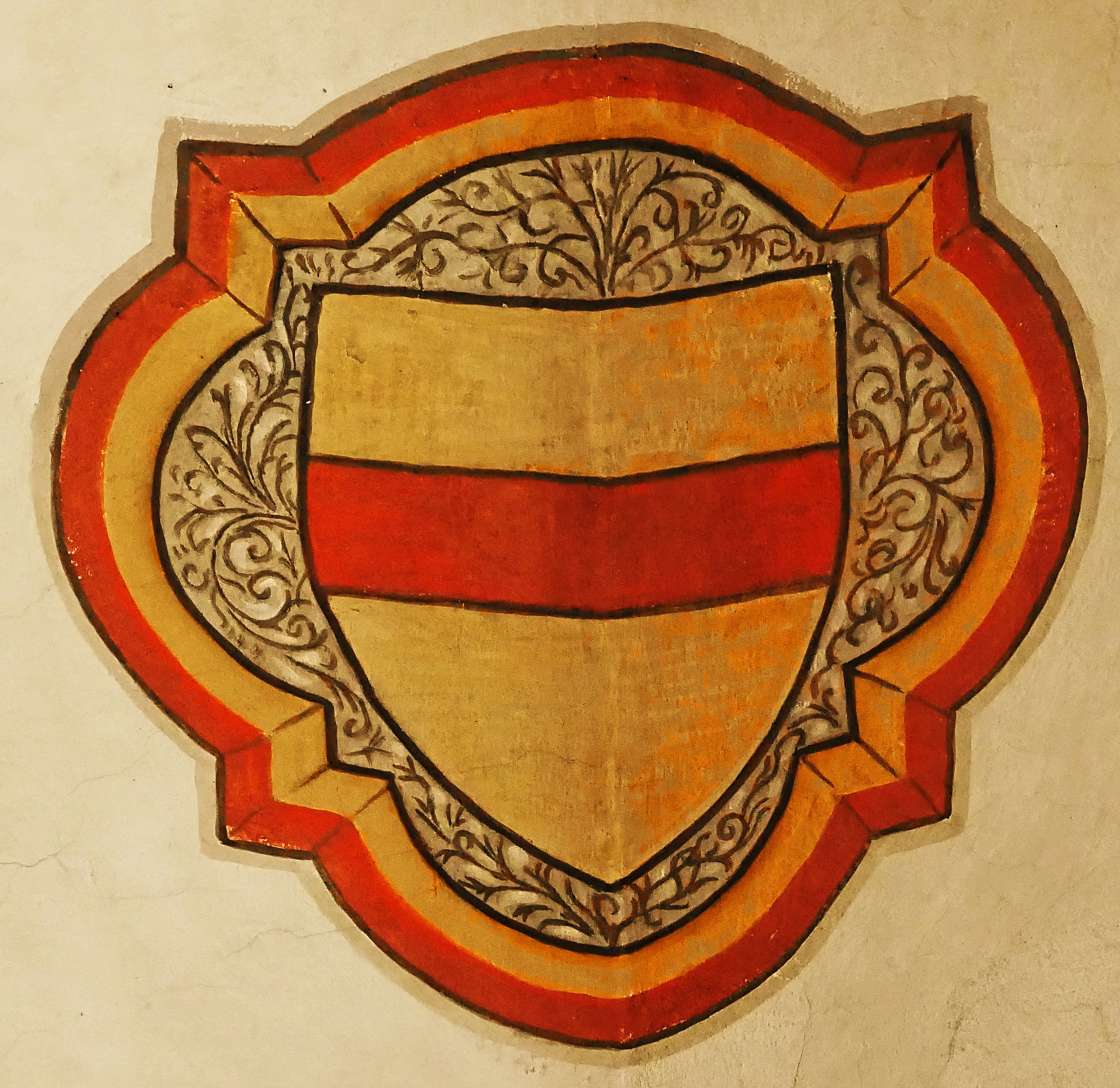
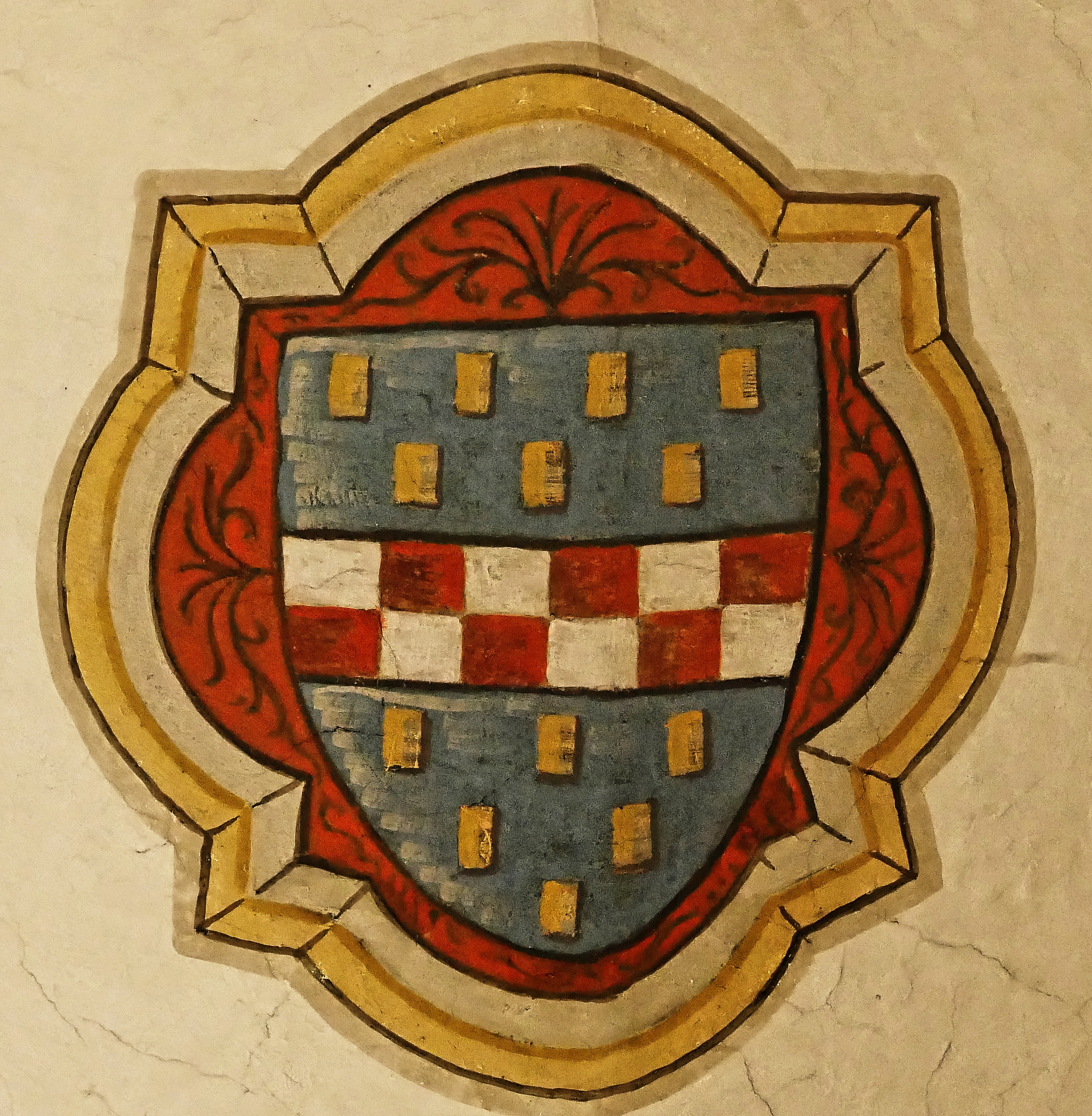
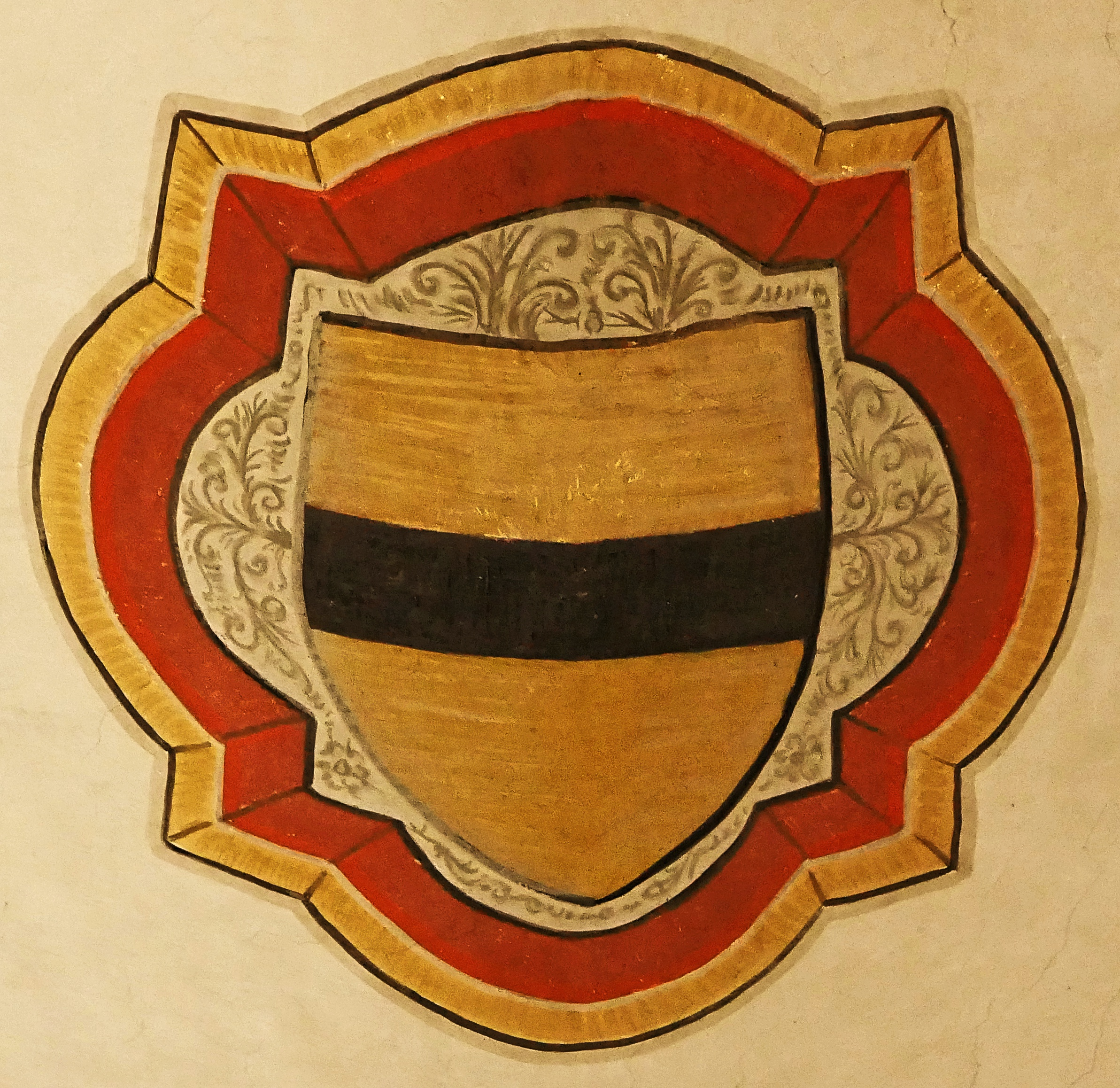
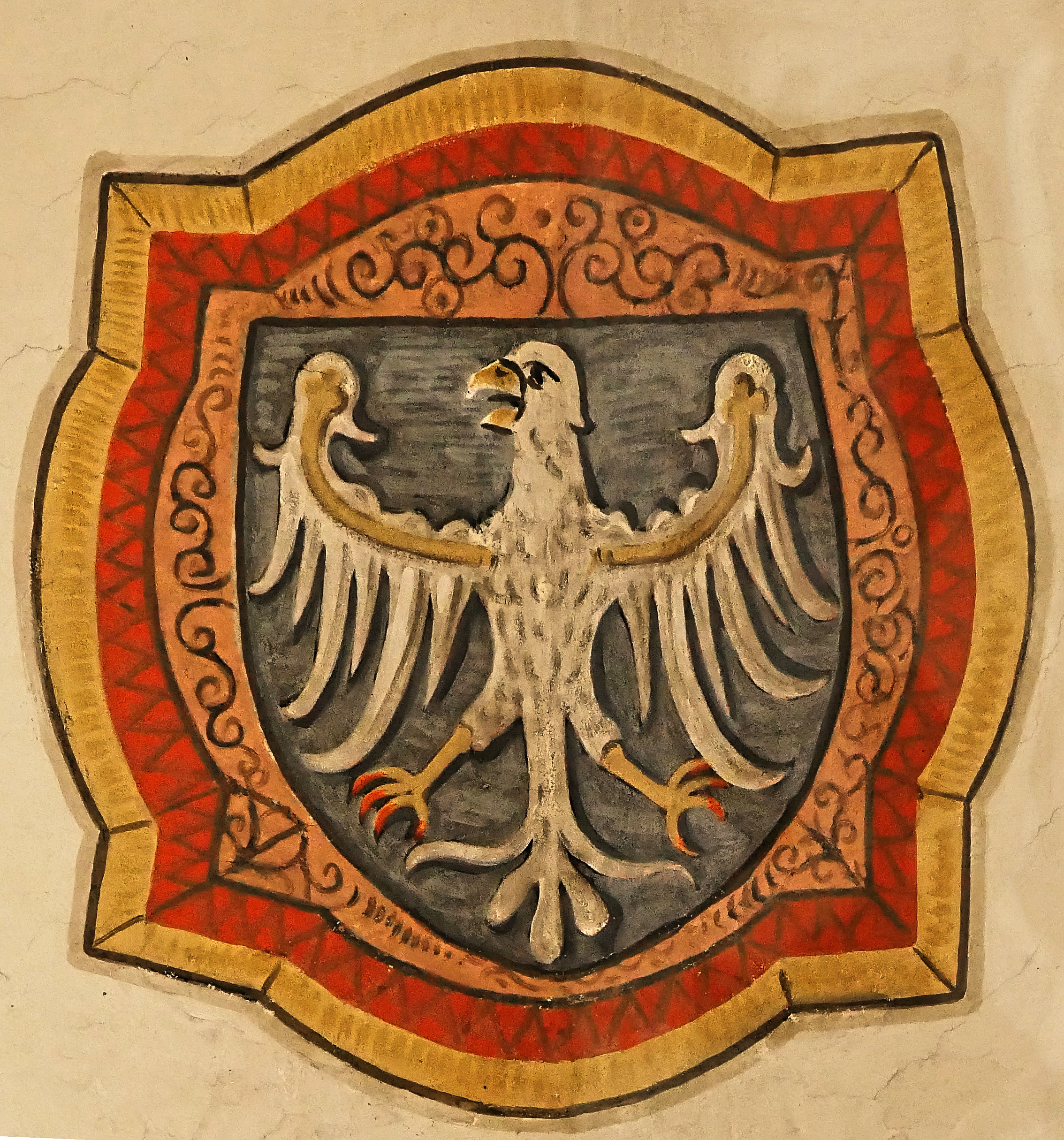

## Orgel

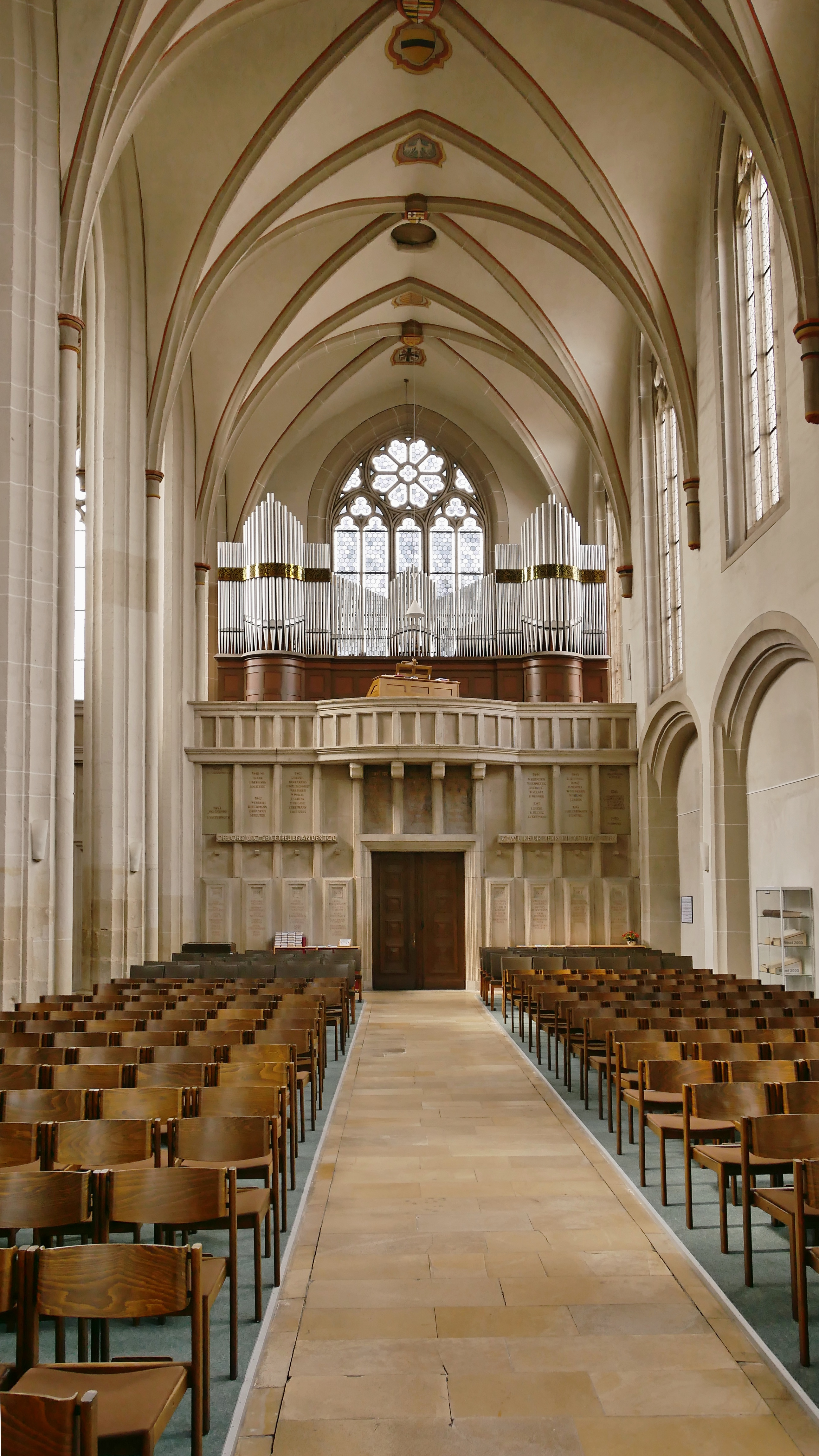
Westempore und Orgel

Erstmals ist der Einbau einer Orgel, vermutlich durch Stumm oder Christian Ludwig König, für das Jahr 1752 überliefert. 1865 baute Weil/Neuwied ein neues Instrument ein. Die heutige geht auf das 1914 gebaute Instrument von Link/Giengen zurück. Das Instrument hatte 36 Register auf pneumatisch gesteuerten Kegelladen. 1938 wurde es dem Zeitgeist entsprechend auf neobarocke Klangfarben umgebaut und 1957 die pneumatische Anlage durch eine elektropneumatische ersetzt.
1985 beschloss das Presbyterium die in einem Gutachten als nicht erhaltungswürdig eingestufte Orgel durch einen Neubau zu ersetzen. Ein Umdenken erfolgte 1994 und es wurde aufgrund neuer Gutachten beschlossen die Orgel in den Zustand von 1914 zurückzuversetzen. Von 36 Registern mussten nur 8 neu angefertigt werden, die anderen waren im Original oder zumindest teilweise erhalten. Die Arbeiten führte die Orgelbauwerkstatt Peter in Köln durch. Die Kosten von 550.000 DM wurden fast ausnahmslos durch Spenden aufgebracht.
| I. Manual C–g3 |              |        |     |
| 1.             | Bourdon      | 16′    |     |
| 2.             | Principal    | 08′    |     |
| 3.             | Conzertflöte | 08′    |     |
| 4.             | Gedeckt      | 08′    |     |
| 5.             | Gambe        | 08′    |     |
| 6.             | Dulciana     | 08′    | (n) |
| 7.             | Octav        | 04′    |     |
| 8.             | Quinte       | 02 ⁄3′ |     |
| 9.             | Octav        | 02′    |     |
| 10.            | Mixtur IV–V  | 0      | (n) |
| 11.            | Trompete     | 08′    |     |

| II. Manual C–g3 |                  |     |     |
| 12.             | Lieblich Gedeckt | 16′ |     |
| 13.             | Geigenprincipal  | 08′ |     |
| 14.             | Rohrflöte        | 08′ |     |
| 15.             | Gemshorn         | 08′ |     |
| 16.             | Aeoline          | 08′ |     |
| 17.             | Voix Celeste     | 08′ | (n) |
| 18.             | Prestant         | 04′ |     |
| 19.             | Traversflöte     | 04′ |     |
| 20.             | Flautino         | 02′ |     |
| 21.             | Cornett III–V    |     |     |
| 22.             | Oboe             | 08′ | (n) |

| III. Manual C–g3 |                       |        |     |
| 23.              | Flötenprincipal       | 08′    |     |
| 24.              | Flöte                 | 08′    |     |
| 25.              | Viola                 | 08′    | (n) |
| 26.              | Salicional            | 08′    | (n) |
| 27.              | Quintatön             | 08′    |     |
| 28.              | Fugara                | 04′    | (n) |
| 29.              | Harmonia aetherea III | 02 ⁄3′ | (n) |

| Pedalwerk C–f1 |                       |     |
| 30.            | Principalbaß          | 16′ |
| 31.            | Subbaß                | 16′ |
| 32.            | Gedecktbaß (= Nr. 12) | 16′ |
| 33.            | Violonbaß (= Nr. 13)  | 08′ |
| 34.            | Cello                 | 08′ |
| 35.            | Choralbaß             | 04′ |
| 36.            | Posaune               | 16′ |

- Koppeln: II/I, III/I, III/II, I/P, II/P
- Anmerkung:

(n) = neues Register

## Nutzung
Die Kirche ist (nach der Entwidmung der Kreuzkirche) die einzige Kirche der Evangelischen Kirchengemeinde Andernach mit rund 4700 Gemeindemitgliedern, die zum Kirchenkreis Koblenz der Evangelischen Kirche im Rheinland. 